# Entre el amor y el odio
Entre el amor y el odio ((fr) Entre l'amour et la haine) est une telenovela mexicaine diffusée en 2002 par Televisa. César Évora et Susana González ont joué le Rôle de Protagoniste tandis que Fabian Robles, Sabine Moussier, Luz Elena González, Alberto Estrella, Silvia Manríquez et Juan Carlos Casasola ont joué le Rôle de Antagoniste.

## Distribution
- César Évora : Don Octavio Villarreal
- Susana González : Cristina Montenegro
- Fabian Robles : Jose Alfredo Ortiz (Antagoniste)
- Sabine Moussier : Frida Díaz - Tué par Don Marcial (Antagonista)
- Luz Elena González : Fuensanta García (Antagonista)
- Joaquín Cordero : Don Fernando  Villarreal - Meurt Par Maladie
- Silvia Manríquez : Dona Rosalia Díaz (Antagonista)
- Juan Carlos Casasola : Don Catrin Andrade - Tué par Don Marcial
- Harry Geithner : Don Everardo Castillo - antagoniste, quitte le pays
- Felicia Mercado : Lucila Montes - Tué par Cayetana
- Enrique Lizalde : Don Rogelio Montenegro - Quitte le pays
- Marga López : Dona Josefa Villarreal
- Ninón Sevilla : Dona Macarena Nogales
- Elizabeth Aguilar : Mirna de Amaral
- Mauricio Aspe : Tobías Morán - antagoniste, tué par El Ratón y Libertad
- Eduardo Noriega : Don Moisés Moyano
- Juan Carlos Serrán : Don Vicente Amaral
- Vanessa Guzmán : Juliana Montenegro - Quitte le pays
- Rubén Morales : Padre Jesús Alarcón
- Manuel "Loco" Valdés : Don Rigoberto Alarcón
- Oscar Traven : Don Nicolás Villarreal
- María Sorté : Maria Magdalena Ortiz
- Carmen Salinas : Doña Consuelo García
- Jacqueline Bracamontes : Lionela Montenegro - Indirectement assassiné par Lucila
- Miguel Córcega : Padre Manuel Montenegro - tué par Don Marcial
- Luis Roberto Guzmán : Gabriel Ortiz - antagoniste, tué par Tobías
- Marlene Favela : Cecilia Amaral - Tué par Don Marcial
- José Luis Reséndez : Nazario Amaral
- Violeta Isfel : Paz Torres
- José Ángel García : Don Rodolfo Ortiz - Tué par Don Marcial
- Ofelia Cano : Doña Rebeca Ortiz - Quitte le pays
- Blanca Torres : Enriqueta
- Jorge Luis Pascual : Rogelio Montenegro
- Freddy Ortega : Caco - antagoniste, disparaît
- Víctor González : Mosises Mayano (jeune)
- Maritza Oliveres : Cayetana Diaz Kalo - Tué Par Don Marcial
- Radamés de Jesús : Marcelino Montenegro
- Pablo Montero : Ánimas Sánchez - Tué par un lion
- Ernesto Alonso : Padre Abad Álvarez
- Arturo Peniche : Don Fabio Sacristán - meurt dans un Accident de voiture
- Víctor Noriega : Paulo Sacristán - Quitte le pays
- Aurora Alonso : Prudencia
- Marcial Casale : Trinidad
- Carlos Amador : Don Chito Torres
- Marcelo Buquet : Don Facundo
- Jaime Lozano : Dr. Edgardo Ramos - Tué par Frida
- Alberto Loztin : Rubén Alarcón
- Benjamín Rivero : Ratón Muñoz  - antagoniste, Tué par Don Marcial
- Armando Palomo : Libertad Acosta - antagoniste, Tué par Don Marcial
- Héctor Cruz : Padre Manuel Montenegro (jeune)
- Susana Lozano : Goya Ortega
- Claudia Cervantes : Elena Díaz
- Humberto Elizondo : Dr. Emiliano Ortega - Quitte le pays
- Aldo Monti : Lorenzo Ponti
- Irma Torres : Mirta Pontes
- Rodolfo Reyes : Teodoro Noriega
- Vicente Torres : Adrián Sacristán
- Alberto Díaz : Arturo Brito
- Norma Reyna : Luz Cabrera
- Agustín Arana : Esteban Álvarez
- Roberto Meza : Ismael Montero
- Francisco Avendano : Dr. Maximino Suárez
- Andrés Garza : Fernandito Villareal Montenegro
- Alejandro Hernández : Juan Manuel Andrade Díaz - "Pequeño Emperador antagoniste tué par Frida
- Alberto Estrella : Don Marcial Andrade “ El Payasito Feliz  - antagoniste, tué par Frida

### Sources
- (es) Cet article est partiellement ou en totalité issu de l’article de Wikipédia en espagnol intitulé « Entre el amor y el odio » (voir la liste des auteurs).